# José Napoleón Duarte
José Napoleón Duarte (ur. 23 listopada 1925 w Santa Ana, zm. na raka żołądka 23 lutego 1990) – salwadorski polityk.

## Życiorys
Urodził się w stolicy Salwadoru w rodzinie klasy wyższo-średniej. Rozpoczął działalność w polityce podczas studiów, będąc aktywnym w roku 1944 jako uczestnik rewolt, które przyczyniły się do obalenia dyktatorskiego prezydenta Maximiliano Hernandeza Martineza. Po objęciu władzy przez juntę wojskową działał na emigracji jako członek ruchu antyrządowego, którego przywódcą był Arturo Romero. Na krótki okres powrócił do Salwadoru, kiedy został schwytany przez armię, później wyjechał jednak do Stanów Zjednoczonych, gdzie ukończył studia z inżynierii. W 1960 był jednym z założycieli Partii Chrześcijańsko-Demokratycznej (PCD) – w tym okresie jego pozycja polityczna w ojczyźnie zaczęła się umacniać. Duarte podejmował starania w celu wcielenia w życie najważniejszych założeń ideologicznych PCD, które wielokrotnie zaznaczał: należały do nich m.in. popieranie reform, ustanowienie reguł etycznych w polityce i gospodarce oraz odcięcie od ekstremistycznych rozwiązań, które lansowały skrajne ugrupowania marksistowskie.
W maju 1961 został sekretarzem generalnym Partii Chrześcijańsko-Demokratycznej, jednak wybór ten doprowadził do rozłamu partii, z której powstała nowa partia – Narodowa Partia Koncyliacji (PCN). Jej członkami byli chadecy, którym rządząca junta wojskowa zaoferowała współpracę. Duarte pełnił urząd burmistrza San Salvador w latach 1964–1970 – było to możliwe dzięki zwycięstwom w wyborach w marcu 1964, 1966 i 1968. W 1972 zwyciężył w wyborach prezydenckich, zdobywając ponad 45% głosów (324 000), jednak gdy zostały one unieważnione po przewrocie wojskowym, wyemigrował w tym samym roku. Był do tego zmuszony z powodu przewrotu w dniu 25 marca 1972 roku. Znalazł azyl polityczny w Wenezueli. Do ojczyzny powrócił w 1980, by stanąć na czele państwa jako szef junty cywilno-wojskowej (1980–1982), a później jako prezydent (1984–1989). Na tym stanowisku podejmował działania w celu zakończenia wojny domowej, m.in. poprzez negocjacje z partyzantami.